# Famulby Sousa Baia
Famulby Sousa Baia, né le 10 mars 1992, est un footballeur international santoméen. Il évolue au poste de milieu de terrain.

## Biographie

### En équipe nationale
Il reçoit sa première sélection avec l'équipe de Sao Tomé-et-Principe le 4 juin 2016, contre le Cap-Vert (défaite 1-2). Il s'agit d'une rencontre rentrant dans le cadre des qualifications de la Coupe d'Afrique des nations 2017. Il y marque un but à la 87e minute.

## Statistiques

### Buts internationaux
|    | Date        | Lieu                                                          | Adversaire | Score | Résultat | Compétition             |
| -- | ----------- | ------------------------------------------------------------- | ---------- | ----- | -------- | ----------------------- |
| 1. | 4 juin 2016 | Estádio Nacional 12 de Julho, São Tomé (Sao Tomé-et-Principe) | Cap-Vert   | 1–2   | 1-2      | Qualifications CAN 2017 |